# Nurhak (district)
Nurhak ligt in de provincie Kahramanmaraş, in Turkije. Het district telt 17.260 inwoners (2000). Het stadje Nurhak heeft 8.118 inwoners. De omliggende dorpen tellen in totaal 9.142 inwoners. Het district heeft een oppervlakte van 1.219 km² (bevolkingsdichtheid: 14 inw/km²).
Afşin · Andırın · Çağlayancerit · Ekinözü · Elbistan · Kahramanmaraş · Göksun · Nurhak · Pazarcık · Türkoğlu